# Дніпро (баскетбольний клуб)
Баскетбольний клуб «Дніпро» — баскетбольна команда української ліги з Дніпра.

## Історія
Дніпровська обласна громадська організація "Баскетбольний клуб «Дніпро»" була створена 12.12.2003 Заслуженим тренером України Таслицьким Ю. Б. та ініціативною групою, що складається з вихованців СДЮСШОР № 5, майстрів спорту, неодноразових чемпіонів країни Гулямовим Б. С., Кондратьєвим В.В та іншими. ДОГО БК «Дніпро» об'єднала чоловічі команди суперліги, вищої та першої ліги, команду майстрів, жіночу команду вищої ліги, а також юнацькі команди спортивної школи та інтернату.
Дніпровська школа баскетболу здавна славилася своїми традиціями. На її базі створювались юнацькі збірні України, які неодноразово ставали призерами та чемпіонами України й СРСР. Через тренерські руки Юхима Борисовича пройшли такі відомі спортсмени, як Волков О., Шаптала А., Ковтун А., Шевченко О., Сильвестров Ю. та інші. Загалом, їм було підготовлено близько 500 майстрів спорту СРСР та України. Вихованки відомого тренера Майзліна Ісаака Юхимовича неодноразово ставали чемпіонами СРСР та України. Раїса Курвякова, Людмила Рогожина та Олена Жирко, мабуть, найвідоміші олімпійські чемпіонки.
Сьогодні практично в кожному клубі національної Суперліги грають 2-3 гравця з Дніпра. Останнім часом команда суперліги «Дніпро» демонструє яскраву динамічну гру. Сенсацією стали перемоги над фаворитами чемпіонату України БК «Київ» у сезоні 2003/2004, БК «Хімік» в сезоні 2004—05.
Зі створенням ДОГО БК «Дніпро» принципово новими стали підхід, концепція розвитку та філософія клубу: 80 % гравців — вихованці місцевої спортивної школи. Клуб тісно співпрацює зі СДЮСШОР № 5 та спортивним інтернатом м. Дніпра.
Своє завдання керівництво Баскетбольного клубу, як і раніше, бачить у розвитку дитячого, юнацького та професійного спорту, популяризації баскетболу та пропаганді здорового способу життя.
На жаль, у 1990-х роках дніпропетровська жіноча баскетбольна команда «Сталь» була на межі вильоту з щорічних національних чемпіонатів. Це був найважчий період в історії клубу. З метою відродження славних традицій жіночого баскетболу, 12 грудня 2003 р. була створена Дніпропетровська обласна громадська організація Баскетбольний спортивний клуб «Дніпро», жіноча команда якого представлена у вищій лізі Чемпіонату України. Підтримка команди починаючи з 2003 року нинішнім керівництвом клубу призвела до зростання результатів і вже в сезоні 2004/2005 команда стала бронзовим призером Чемпіонату України, а в минулому сезоні — срібним.
Команда тренується і грає в спорткомплексі «Дніпро» (колишній «Днепропресс»). При Дніпровському спортінтернаті створена група спортивного вдосконалення. У групі тренується цілий ряд молодих перспективних гравців.
Перший сезон у чемпіонаті за нового керівництва команда завершила на 7-му місці. Наступний сезон можна вважати провальним – 11 місце з 13 команд. Протягом наступних років команда балансувала всередині турнірної таблиці, але не піднімалася вище 5-го місця.
2011 року «Дніпро» виграв перший трофей — ним став Кубок Суперліги, у фіналі якого з рахунком 81:79 обіграли маріупольський Азовмаш. Гравець дніпропетровців Стів Берт став MVP «Фіналу чотирьох».
2012-го «Дніпро» знову настала криза — два сезони поспіль команда займала 11-те 12-те місця.
«Золота епоха» «Дніпра» розпочалася у 2015 році, коли команда стала фіналістом Кубка України та виграла срібні медалі чемпіонату. У сезоні 2016—17 команда посіла 3-є місце у чемпіонаті, а у 2017—18 – знову 2-ге. 2018 року «дніпряни» вперше виграють Суперкубок України, а 2019-го оформляють «золотий дубль» — перемагають у Кубку та Суперкубку країни.
У 2018 році «Дніпро» взяв участь у кваліфікації Кубка ФІБА Європа, де переміг грецький «Лавріо» та вийшов у груповий раунд турніру, де зіграв із болгарським «Левскі Лукойл», грецьким «Арісом» та фінською командою «Катаю». У групі «дніпряни» посіли останнє місце та вибули з турніру.
У сезоні 2019—20 команда у кваліфікації Кубка ФІБА обіграла білоруський «ЦОР-Борисфен» з рахунком 81:71 та вийшла до групового раунду.
У сезоні 2022—23 «Дніпро» здобули срібні медалі Суперліги України, а в сезоні 2023—24 — золоті.

## Досягнення
Суперліга України 
- Чемпіон (2): 2019/2020, 2023/2024
- Срібний призер (3): 2014/2015, 2017/2018, 2022/2023
- Бронзовий призер (1): 2016/2017

Кубок України
- Переможець (5): 2016/2017, 2017/2018, 2018/2019, 2023/2024, 2024/2025
- Фіналіст: 2014/2015, 2019/2020

Суперкубок України
- Переможець (2): 2018, 2019

Кубок Суперліги 
- Переможець (2): 2010/2011, 2015/2016

## Сезони
| Сезон   | Ліга      | Місце | Кубок України | Виступи в Європі                     |
| ------- | --------- | ----- | ------------- | ------------------------------------ |
| 2010/11 | Суперліга | 7     | Переможець    |                                      |
| 2011/12 | Суперліга | 8     |               |                                      |
| 2012/13 | Суперліга | 11    |               |                                      |
| 2013/14 | Суперліга | 12    |               |                                      |
| 2014/15 | Суперліга | 2     | Фіналіст      |                                      |
| 2016/17 | Суперліга | 3     | Переможець    |                                      |
| 2017/18 | Суперліга | 2     | Переможець    | Груповий раунд Кубка ФІБА Європа     |
| 2018/19 | Суперліга | 4     | Переможець    | Груповий раунд Кубка ФІБА Європа     |
| 2019/20 | Суперліга | 1     | Фіналіст      | Груповий раунд Кубка ФІБА Європа     |
| 2020/21 | Суперліга | 3     |               | Кваліфікаційний раунд Ліги Чемпіонів |
| 2021/22 | Суперліга | 4     |               |                                      |
| 2022/23 | Суперліга | 2     |               |                                      |
| 2023/24 | Суперліга | 1     | Переможець    |                                      |
| 2024/25 | Суперліга |       | Переможець    | Груповий раунд Кубка ФІБА Європа     |

## Команда
Основний склад
| №  | Прізвище, ім'я       | Позиція   | Країна | Дата народження | Ріст   | Вага   |
| -- | -------------------- | --------- | ------ | --------------- | ------ | ------ |
| 4  | Микола Вільховецький | захисник  |        | 26/11/1988      | 188 см | 85 кг  |
| 0  | Данаііл Сипало       | захисник  |        | 16/08/2005      | 201 см | 74 кг  |
| 21 | Станіслав Тимофеєнко | форвард   |        | 3/6/1989        | 205 см | 103 кг |
| 5  | Роман Бондарчук      | форвард   |        | 1/5/1988        | 196 см | 95 кг  |
| 6  | Олександр Тарасенко  | форвард   |        | 8/4/1996        | 202 см | 93 кг  |
| 2  | Іван Колдомасов      | Захисник  |        | 30/7/2003       | 185 см | 80 кг  |
| 11 | Дмитро Качанов       | Захисник  |        | 6/10/2003       | 177 см | 70 кг  |
| 8  | Євгеній Сорочан      | Форвард   |        | 7/8/2000        | 198 см | 85 кг  |
| 12 | Дмитро Мартинов      | Захисник  |        | 23/05/2001      | 191 см | 82 кг  |
| 22 | Микола Бачурін       | Захисник  |        | 22/5/2003       | 188 см | 78 кг  |
| 24 | Микита Бібіков       | Форвард   |        | 3/6/1997        | 192 см | 80 кг  |
| 33 | Максим Закурдаєв     | Захисник  |        | 16/6/1993       | 195 см | 88 кг  |
| 34 | Микита Джеріхов      | Захисник  |        | 5/8/2004        | 186 см | 82 кг  |
| 35 | Сергій Загреба       | Центровий |        | 2/4/1994        | 210 см | 110 кг |
| 36 | Михайло Шкод         | Захисник  |        | 13/4/1999       | 175 см | 75 кг  |

## Відомі гравці
| - Володимир Герун - Олександр Міщула - Іссуф Санон - Кирило Фесенко - В'ячеслав Кравцов - Олександр Сізов - Віталій Зотов - В'ячеслав Бобров - Лень Олексій - Мішула Олександр |

## Легіонери
| - Юджин Джетер - Джаред Террелл - Чарльз Томас - Стівен Буртт - Ендрю Аделеке - Маріо Остін - Джейсон Кроу - Патрік Беверлі - Маркус Фейсон - Аарон Петтвей - Лінас Лекявічус - Мартинас Андрюкайтіс |

## Тренери
| - Денис Журавльов (2009-2011) - Вальдемарас Хомічюс (2011-2015) - Денис Журавльов (2016-2021) - Дмитро Болдаєв (2021-2022) - Володимир Коваль (2022-до сьогодні) |